# 4370 Dickens
För andra betydelser, se Dickens (olika betydelser).
4370 Dickens eller 1982 SL är en asteroid i huvudbältet som upptäcktes den 22 september 1982 av den amerikanske astronomen Edward L.G. Bowell vid Anderson Mesa Station. Den är uppkallad efter den brittiske författaren Charles Dickens.
Asteroiden har en diameter på ungefär 3 kilometer.